# Edward I Długonogi
Edward I, zwany Długonogim (ang. Longshanks) lub Młotem na Szkotów (ang. Hammer of the Scots) (ur. 17 czerwca 1239 w Londynie, zm. 7 lipca 1307 w Burgh koło Carlisle) – król Anglii od 1272 r., najstarszy syn króla Henryka III i Eleonory, córki Rajmunda Berengara IV, hrabiego Prowansji. Zyskał sławę wojownika, który podbił Walię i ujarzmił Szkocję.

## Wczesne lata
Urodził się w pałacu westminsterskim i był pierwszym dzieckiem pary królewskiej. Niedługo po urodzeniu został oddany pod opiekę Hugh Giffarda i jego żony Sybill. Po śmierci Giffarda w 1246 r. opiekę nad następcą tronu przejął Bartholomew Pecche. W tym czasie Henryk III powierzył synowi zarząd nad Gujenną, ostatnią angielską posiadłością na kontynencie. Edward nie sprawował jednak w prowincji żadnej realnej władzy, która spoczęła w ręku królewskiego namiestnika, Szymona z Montfort, 6. hrabiego Leicester.
W 1253 r. Edward towarzyszył ojcu w wyprawie do Gujenny. Tam zostało postanowione jego małżeństwo z siostrą króla Kastylii Alfonsa X, Eleonorą. Alfons X pasował Edwarda na rycerza, a 1 listopada 1254 r. odbył się ślub Edwarda i Eleonory. Po ślubie król Henryk nadał synowi Gujennę, Walię, Irlandię, Bristol, Stamford i Grantham. Młoda para przez rok przebywała w Gujennie. Do Anglii przybyła w 1255 r. Niedługo później do Edwarda zwrócili się producenci wina z Gujenny z prośbą o pomoc przeciwko nadużyciom urzędników królewskich. Edward przedstawił sprawę swojemu ojcu. Doszło między nimi do ostrej wymiany zdań, podobno Edward zagroził nawet buntem. Ostatecznie Edward, bez wiedzy ojca, poszedł na ustępstwa względem kupców z Gujenny. Ta samodzielność księcia zirytowała jego ojca i wysłał on do Gujenny seneszala Stephena Longespée, który przywrócił w prowincji władzę urzędników królewskich.
Tymczasem polityka króla Henryka, polegająca na faworyzowaniu przybyszów z kontynentu (tzw. frakcji poitiewińskiej, w której główną rolę odgrywali przyrodni bracia króla z rodu Lusignanów) i nakładaniu wysokich podatków wywoływała opór baronów, domagających się większego wpływu na rządy. W 1258 r. zebrał się tzw. „wściekły parlament”, na którym baronowie zmusili króla do podpisania prowizji oksfordzkich, które m.in. ustanawiały u boku króla 15-osobową Tajną Radę, której skład ustalali baronowie. Kontroli feudałów został poddany także książę Edward, któremu narzucono czworo doradców: Johna de Balliol, Rogera de Mohaut, Johna de Greya i Stephena Longespée.
Doradcy nie wywierali jednak zbyt wielkiego wpływu na działania Edwarda, który w 1259 r. sprzymierzył się z czołowymi przedstawicielami baronów, Richardem de Clare, 6. hrabią Hertford i de Montfortem. Książę obiecał wspierać dążenia baronów do reform wewnętrznych. W 1259 r., kiedy król Henryk opuścił Anglię i udał się na negocjacje z królem Francji Ludwikiem IX, Edward przejął faktyczne rządy w kraju i rządził opierając się na baronach. Król Henryk uznał to za spisek przeciwko Koronie i powrócił w 1260 r. wraz ze zbrojnymi oddziałami swojego brata, hrabiego Kornwalii. Samodzielność Edwarda została ograniczona, jego zamki wydane ludziom króla, a dzięki wykorzystaniu podziałów wśród baronów, Henryk obalił prowizje oksfordzkie.
Edward i Henryk różnili się w swoim stosunku do opozycji. Henryk zdecydowany był zatrzymać przy swojej osobie wszystkie dotychczasowe prerogatywy Korony i zgnieść wszelką opozycję, natomiast Edward opowiadał się za kompromisem. W 1262 r. książę udał się w podróż do Francji i Burgundii, gdzie uczestniczył w licznych turniejach (było to jego wielką pasją, doszedł w nich do takiej wprawy, że uważano go za jednego z najlepszych rycerzy swoich czasów), podczas jednego z nich został dotkliwie kontuzjowany. W lutym 1263 r. przebywał w Paryżu. Tam dotarł do niego list od ojca, który wzywał go do natychmiastowego powrotu do Anglii.

## Wojny Edwarda

### Druga wojna baronów
Tymczasem sytuacja w Anglii pogarszała się. Baronowie, nie mogąc zmusić króla Henryka do przestrzegania prowizji, rozpoczęli, pod wodzą Szymona z Montfort, otwartą rebelię. Początkowo wszystko układało się po ich myśli, Montfort jednak przyjął wysuniętą przez Henryka III propozycję arbitralnego rozstrzygnięcia sprawy przez króla Francji Ludwika IX. Henryk i Edward udali się na rozmowy z królem, który orzekł nieważność prowizji oksfordzkich. Rozczarowani baronowie wznowili działania wojenne.
Edward walczył u boku swojego stryja, Ryszarda, 1. hrabiego Kornwalii. Początkowo odnosili sukcesy, m.in. zdobywając Northampton. Nie udało im się jednak zdobyć Londynu. Tymczasem de Montfort zebrał armię i ruszył przeciwko wojskom królewskim. Do decydującej bitwy doszło w środę, 14 maja 1264 r., pod Lewes. Edward dowodził prawym skrzydłem wojsk królewskich, za przeciwników mając oddziały z Londynu pod wodzą Henry’ego de Hastings, 1. barona Hastings. Edward odniósł spory sukces zmuszając przeciwnika do ucieczki i ścigając go przez 4 mile. Hastings dostał się do niewoli. Niestety, reszta armii nie stanęła na wysokości zadania i kiedy Edward wrócił na pole bitwy, zorientował się, że armia królewska jest w rozsypce, a hrabia Kornwalii w niewoli. Większość ludzi Edwarda uciekła, a on sam, z resztką oddziału i kuzynem Henrykiem Alemańskim (synem hrabiego Konrwalii), schronili się w pobliskim kościele franciszkańskim i później poddali.
Edward i Henryk Alemański zostali umieszczeni w Dover i powierzeni pieczy Henry’ego de Montforta, najstarszego syna hrabiego Leicester. Później, dla bezpieczeństwa, Edward został przewieziony do zamku Wallingford. W maju 1265 r. umieszczono go w Hertford. Tam książę nawiązał kontakt ze swoim szambelanem, Thomasem de Clare, który zorganizował ucieczkę, która odbyła się 28 maja. Edward udał się do swoich stronników i zebrał nową armię. Wystosował odezwę, w której obiecywał sprawiedliwe rządy, dobre prawo i to, że Anglia rządzona będzie przez Anglików. Do szeregów Edwarda przyłączyło się wielu baronów, rozczarowanych rządami de Montforta.
29 czerwca Edward zdobył Gloucester i zniszczył mosty na rzece Severn, odcinając tym samym armię de Montforta od maszerującej z Londynu armii jego syna, również Szymona. Młodszy z Montfortów zdobył jednak w Bristolu łodzie i przeprawił się na drugi brzeg. Edward zdecydował się go zaatakować. Poinformowany przez szpiegów o położeniu obozu Szymona wysłał mu wiadomość, że „wybiera się do niego z wizytą”. Nad ranem 31 lipca, kiedy większość wojsk Montforta spała, Edward zaatakował obóz biorąc wielu rycerzy w niewolę. Szymonowi udało się uciec z pola bitwy. Edward ruszył przeciwko jego ojcu. Do spotkania doszło 4 sierpnia pod Evesham. Wojska buntowników zostały pokonane, a Montfort i jego syn Henryk zginęli podczas bitwy.
Król Henryk odzyskał wolność, a Edward ruszył na Londyn i zdobył miasto. W październiku zajął port Dover. W listopadzie pojmał Szymona de Montfort, który został skazany na banicję. Przewiózł go następnie do Londynu, skąd 10 lutego 1266 r. młody arystokrata uciekł i udał się do pozostających w opozycji Pięciu Portów. Wkrótce pojawił się tam Edward, który taktownym postępowaniem zjednał sobie Pięć Portów i przeciągnął je do obozu królewskiego. De Montforta nie udało się jednak pojmać.
Walki z buntownikami trwały jeszcze dwa lata. Ostatni, Henry de Hastings, skapitulował w 1267 r. Edward i Henryk Alemański zorganizowali z okazji zwycięstwa wiele turniejów, dawno w Anglii nie oglądanych. Tymczasem jesienią 1268 r. na Wyspy przybył legat papieski, kardynał Ottoboni, z wezwaniem do wyprawy krzyżowej. 24 czerwca 1268 r. w Northampton Edward, Henryk Alemański, brat Edwarda, Edmund Crouchback i liczni rycerze przyjęli krzyż i ślubowali wyruszyć do Ziemi Świętej.

### Wyprawa krzyżowa

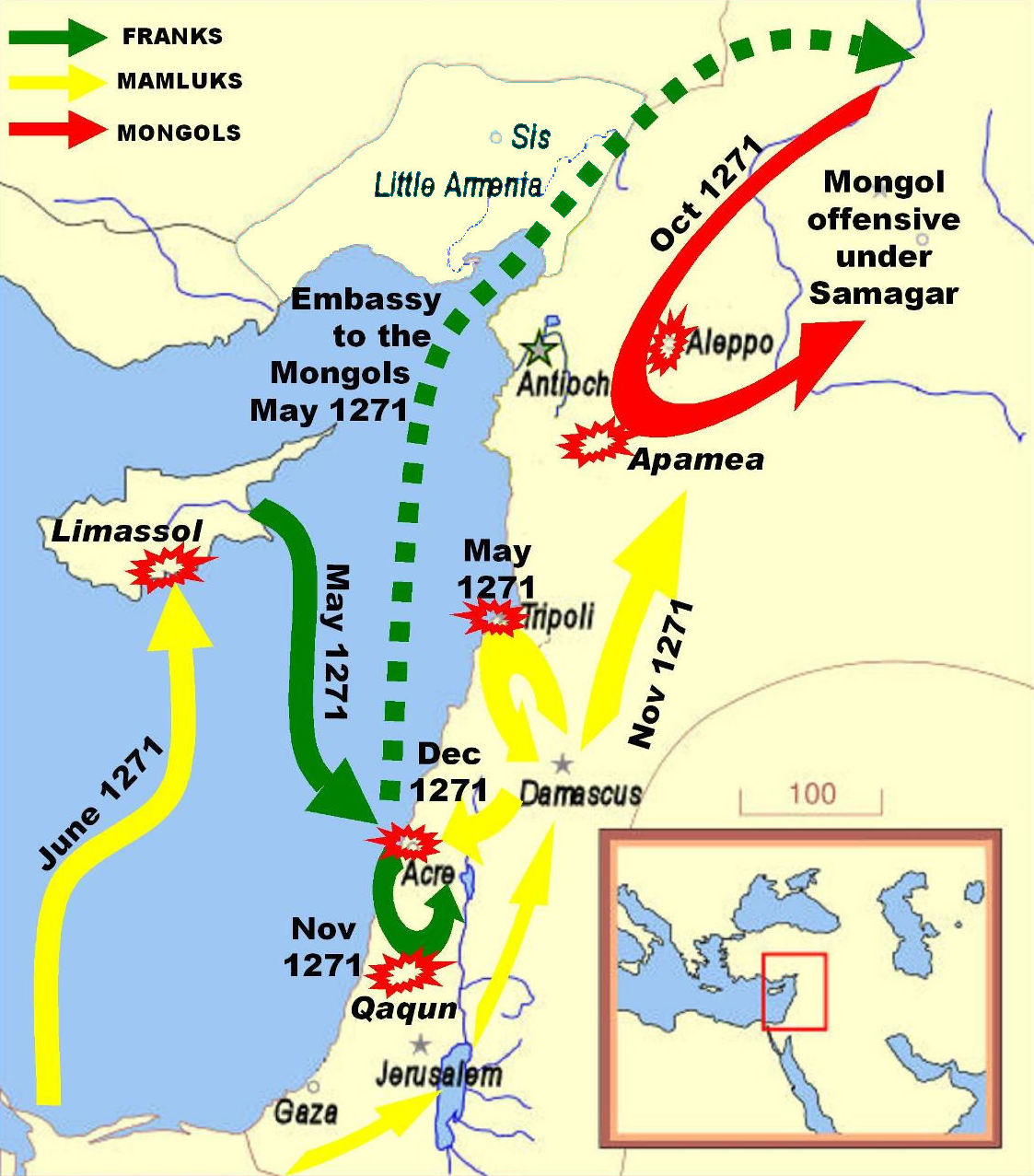
Działania wojenne podczas pobytu Edwarda na Wschodzie

Przygotowania do wyprawy zajęły Edwardowi cały 1269 r. Jej koszty są przez niektórych historyków oceniane na milion liwrów. W wyprawie towarzyszyło Edwardowi 230 rycerzy oraz jego żona, Eleonora. Latem 1269 r. Edward spotkał się z królem Ludwikiem IX i uzgodnił z nim wspólne wyruszenie na wyprawę. 11 sierpnia 1270 r., pozostawiwszy synów Jana i Henryka pod opieką stryja, książę wypłynął z Dover do Gujenny, gdzie czekała na niego żona. Pod koniec września angielscy krzyżowcy dotarli do portu Aigues-Mortes, gdzie dowiedzieli się, że król Ludwik na początku sierpnia wypłynął do Tunisu.
Kiedy Edward przybył do Afryki, okazało się, że armia krzyżowców jest zdziesiątkowana przez epidemię dżumy, król Ludwik nie żyje, a jego brat, król Sycylii Karol I Andegaweński, zawarł rozejm z niewiernymi. Edward odpłynął spod Tunisu z resztą armii i zimę spędził na Sycylii. Wiosną wypłynął do Ziemi Świętej. W międzyczasie zginął Henryk Alemański, zamordowany w Viterbo przez Szymona de Montfort i jego brata, Gwidona. Po krótkim postoju na Cyprze, Edward w maju 1271 r. przybył do Akki, oblężonej przez mameluckiego sułtana Egiptu, Bajbarsa, który w 1268 r. zdobył Antiochię, kładąc kres 170-letniej historii księstwa Antiochii.
Edward szybko doprowadził do przerwania oblężenia. Następnie zaatakował i zdobył Nazaret. Kolejna wyprawa przyniosła mu sukces pod Hajfą. Sułtan Bajbars zdecydował się wówczas zaatakować Cypr i odciąć armię krzyżową. Szybka reakcja Edwarda doprowadziła do zniszczenia egipskiej floty i sułtan musiał zrezygnować ze swych planów. Edward, mając coraz mniej ludzi, zrezygnował z działań wojennych. Rok 1272 spędził na likwidowaniu wewnętrznych napięć między królem Hugonem I (również królem Cypru) a potężną rodziną Ibelinów. Równolegle trwały rokowania z Bajbarsem na temat 11-letniego rozejmu.
Listy sułtańskie przywoził wciąż ten sam wysłannik (najprawdopodobniej należący do sekty asasynów). 17 czerwca 1272 r. przywiózł Edwardowi do Akki kolejny, piąty już, list od sułtana. Książę przyjął go sam na sam, za zamkniętymi drzwiami, w swojej sypialni. Wysłannik odpowiadał na jego pytania, gdy nagle wyjął zza pasa sztylet (prawdopodobnie zatruty) i zaatakował Edwarda, który zdążył się uchylić, jednak został ciężko raniony w ramię. Książę powalił napastnika i po krótkiej szamotaninie wbił mu sztylet w czoło. Dopiero wtedy wbiegła książęca straż. Stan zdrowia Edwarda pogarszał się, ciało wokół rany robiło się coraz czarniejsze, a medycy byli bezradni. W końcu jeden z nich, Anglik, zaryzykował i wyciął księciu zainfekowane mięśnie. Po 15 dniach stan zdrowia króla poprawił się na tyle, że mógł dosiadać konia.
Jako inspiratora zamachu powszechnie uważano Bajbarsa, mimo że sułtan natychmiast wysłał posłów, którzy zapewniali o niewinności sułtana. Edward rozpoczął natomiast przygotowania do ataku na Jerozolimę. Jednak brak ludzi i pieniędzy zmusiły go do zaniechania tych planów. Jego ludzie cierpieli na różne choroby, a z Anglii nadeszły wieści o ciężkiej chorobie króla Henryka. Edward zawarł więc rozejm z Bajbarsem i 15 sierpnia opuścił Outremer. Był ostatnim wysoko postawionym krzyżowcem, który odwiedził Królestwo Jerozolimskie. Chciał wziąć udział w wyprawie krzyżowej ogłoszonej w 1274 r. przez papieża Grzegorza X, ale nie pozwoliły mu na to sprawy Królestwa.
Na Sycylii dotarła do Edwarda wieść o śmierci ojca, który zmarł 16 listopada. 20 listopada odbył się jego pogrzeb, na którym baronowie zaprzysięgli wierność Edwardowi. Ten zimę spędził w Apulii, po czym udał się do Rzymu, gdzie gościł u papieża Grzegorza X. Później udał się do Francji. W Lyonie spotkał grupę angielskich rycerzy, którzy zostali wysłani mu na spotkanie. W Burgundii król uczestniczył w licznych turniejach. Po krótkim pobycie w Paryżu udał się do Gujenny, gdzie przez rok bezskutecznie walczył ze zbuntowanym Gastonem de Bearn. W 1274 r. udał się na północ i spotkał z Gwidonem de Dampierre, hrabią Flandrii, z którym rozmawiał na temat eksportu angielskiej wełny do Flandrii. Wreszcie, 2 sierpnia 1274 r., wylądował w Dover, gdzie został przywitany przez delegację baronów. W niedzielę, 19 sierpnia, został wraz z żoną ukoronowany w Opactwie Westminsterskim przez arcybiskupa Canterbury Roberta Kilwardby’ego. Hołd złożył mu szwagier – król Szkocji – Aleksander III (mąż siostry Edwarda – Małgorzaty). Hołdu nie złożył jednak książę Walii, Llewelyn.

### Podbój Walii
Po traktacie w Northampton z 1267 r. Llewelyn ap Gruffydd rozciągnął swoje wpływy na całą Walię i przyjął tytuł „księcia Walii”. Jego wzrastający prestiż i potęga były solą w oku najpotężniejszego angielskiego barona na pograniczu walijskim, Rogera Mortimera, 1. barona Wigmore. Llewelyn zachowywał się jak udzielny książę i odmówił złożenia hołdu Edwardowi podczas koronacji w 1274 r. Rok później został wezwany na spotkanie do Chester, ale odmówił stawienia się. Tymczasem Edward dowiedział się, że z Francji do Walii płynie Eleonora de Montfort, córka hrabiego Leicester, która miała zostać żoną Llewelyna. Król postanowił wykorzystać okazję i opłacił piratów, którzy porwali Eleonorę. Rozpoczął też przygotowania do wojny.
Na jesieni 1276 r. Edward odrzucił mediacyjną propozycję Llewelyna i rozpoczął zbieranie armii. W listopadzie Rada Królewska uradziła „wojnę z Walią w obronie Królestwa”. Działania wojenne rozpoczęły się latem 1277 r. Przewaga wojsk Edwarda była tak miażdżąca, że Llewelyn nie próbował stawiać oporu. Anglicy zajęli rozległe obszary dawnego królestwa Gwynedd i zdobyli Anglesey. Książę Walii musiał podpisać traktat w Aberconwy, w którym zrzekał się pogranicznych terenów i uznawał zwierzchność Edwarda. Po skończonej kampanii Edward z żoną odwiedzili opactwo w Glastonbury, które szczyciło się posiadaniem grobów Króla Artura i Ginewry. 19 kwietnia 1278 r. grobowce zostały otwarte. Kości wyjęto i przeniesiono do Gloucester.
1 sierpnia król odebrał hołd Llewelyna i pozwolił mu ożenić się z Eleonorą de Montfort. Ślub, w którym uczestniczyło wielu angielskich baronów, odbył się 13 października 1278 r. Na pograniczu zapanował kilkuletni okres spokoju. Wydawało się nawet, że problemy z Walią dobiegły końca.
Nowa wojna rozgorzała na Wielkanoc 1282 r., kiedy młodszy brat Llewelyna, Dafydd ap Gruffydd, który w 1277 r. walczył u boku Edwarda, zaatakował i wybił angielski garnizon w zamku Hawarden. Llewelyn wysłał list do arcybiskupa Canterbury, Johna Peckhama, w którym przysięgał, że nie miał nic wspólnego z rebelią. Uznał jednak za swój obowiązek wesprzeć brata. Edward dowiedział się o buncie w Devizes. Początkowo nie mógł uwierzyć własnym uszom. Kiedy jednak wieści potwierdziły się, król wyjechał do Marchii Walijskich i rozpoczął zbieranie armii. Zaatakował już na jesieni. Wojna była brutalna. Zdobywane miasta były niszczone, a ludność mordowana. Dla umocnienia swojej władzy Edward budował w Walii liczne zamki, w których osadzał angielskie załogi.
10 grudnia 1282 r. w niejasnych okolicznościach zginął Llewelyn. Jego brat został pojmany rok później i skazany na „ciągnięcie, wieszanie i ćwiartowanie”. Wyrok wykonano. Insygnia władców Walii dostały się w ręce Edwarda, który zabrał je do Anglii. 3 marca 1284 r. wydano Statut z Rhuddlan, który ogłaszał przyłączenie Walii do Korony Angielskiej. W 1301 r. król nadał tytuł księcia Walii swojemu najstarszemu synowi. Mimo iż bunty i powstania w Walii wybuchały nawet w XV w., podbój tej krainy już się zakończył.
W 1287 r. spotkał się z Bar Saumą, nestoriańskim mnichem, wielkim podróżnikiem i posłem władcy Ilchanatu, który próbował nawiązać przymierze z chrześcijańską Europą przeciwko muzułmanom w walce o panowanie na Bliskim Wschodzie.

### Ujarzmienie Szkocji

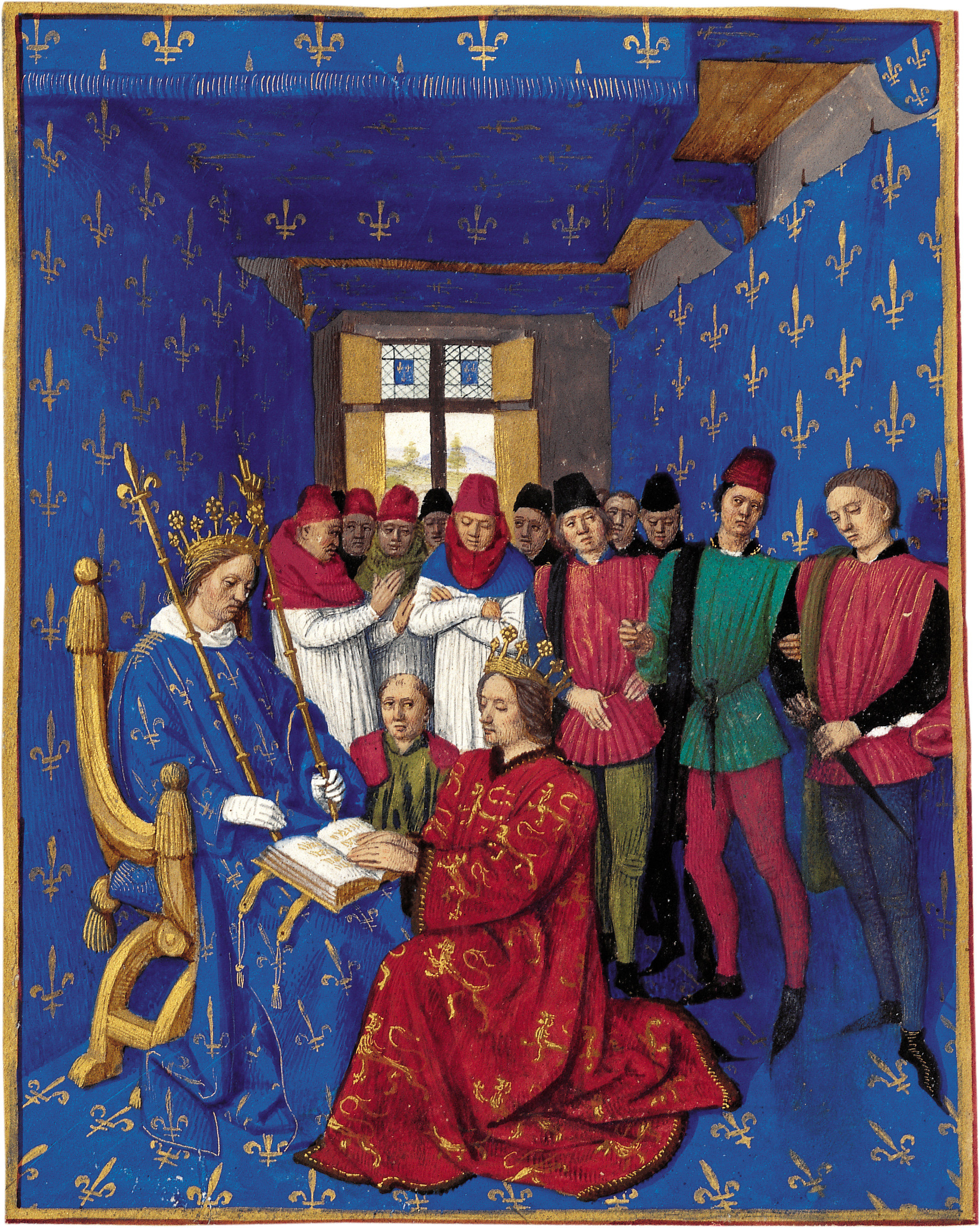
Król Edward składa hołd królowi Francji Filipowi Pięknemu z księstwa Akwitanii

Po podboju Walii Edward zwrócił swoją uwagę na Szkocję, gdzie rządził król Aleksander III, który nie posiadał męskiego potomka. Jego jedyna córka wyszła za mąż za króla Norwegii Eryka II. Z tego związku miał się narodzić następca szkockiego tronu. Tymczasem 19 marca 1286 r. król Aleksander zginął spadając z urwiska i pozostawił tron pusty. Jedyną dziedziczką korony była 3-letnia Małgorzata Kenneth, córka Eryka II. Edward zdecydował się wykorzystać okazję do rozszerzenia swoich wpływów w Szkocji. W 1288 r. zawarł układ z Erykiem II o małżeństwie Małgorzaty i syna Edwarda I, Edwarda Caernarvona. Król Anglii udał się do Szkocji i wyznaczył Antony’ego Beka, biskupa Durham na regenta Królestwa. Tymczasem wysłana do Szkocji Małgorzata zmarła nagle na Orkadach we wrześniu 1290 r. Pretensje do korony szkockiej zgłosiło wówczas 13 kandydatów. Szkocji groziła wojna domowa.
Powołując się na wcześniejsze umowy, Edward ruszył na północ i ogłosił się Strażnikiem Królestwa Szkocji. Na 10 maja 1291 r. zwołał naradę szkockich baronów, na której zażądał uznania go najwyższym seniorem szkockich panów. Baronowie z pewnymi oporami przystali na żądania Edwarda. Edward zaprowadził w Szkocji spokój i mianował Radę, złożoną po części z Anglików, po części ze Szkotów, która miała rozstrzygnąć, komu przypadnie korona. Pod koniec roku nadeszła wieść o upadku Akki i wezwaniu do nowej krucjaty, na którą nałożono nowe podatki. Edward nie przyjął wezwania, a krucjatowe podatki zasiliły jego skarb. W 1290 r. zmarła również jego żona, Eleonora.
W 1292 r. król ponownie wyruszył do Szkocji, gdzie Rada nie mogła zdecydować się na jednego kandydata. Edward sam wybrał nowego króla. Był nim Jan Balliol. 20 listopada zaprzysiągł on wierność Edwardowi, a po koronacji złożył mu hołd w Newcastle. Rychło okazało się, że Jan był marionetką w ręku Edwarda, który traktował Szkocję jako zaplecze finansowe i militarne w wojnie z Francją w Gujennie, która wybuchła w 1293 r. Z pobieranych w Szkocji podatków finansowano działania wojenne, w których uczestniczyły oddziały szkockie. Wojna zakończyła się w 1295 r.
Wojna ta nie cieszyła się popularnością w Szkocji. Po powrocie króla Jana z Francji w 1294 r. szkocki Parlament utworzył przy królu radę doradczą i zawarł sojusz z Filipem Pięknym. Kontakty szkocko-francuskie wyszły na jaw w 1295 r. Edward pomaszerował na północ i zażądał od króla Jana wydania mu pogranicznych zamków. W marcu 1296 r. rozpoczęła się wojna. 28 marca Edward zdobył Berwick i rozkazał wymordowanie wszystkich (ponad 6 tysięcy) mieszkańców tego miasta. W odpowiedzi szkocka armia Johna Comyna najechała Northumberland i zaatakowała Cockermouth, Redesdale, Tynedale i złupiła klasztor w Hexham, po czym rozpoczęła odwrót w kierunku Dunbar. 23 kwietnia Edward I rozpoczął ofensywę na północ po tym, jak dowiedział się, że Szkoci zdobyli zamek w Dunbar. 27 kwietnia 1296 r. pokonał króla Jana pod Dunbar. Wkrótce wszystkie ważniejsze zamki i twierdze w Szkocji albo poddały się Edwardowi, albo zostały zdobyte w walce. 8 maja silny zamek w Roxburghu otworzył swe bramy przed najeźdźcą bez żadnego oporu. Dwa tygodnie później padł Jedburgh, a po nim Dumbarton. Edynburg bronił się tylko osiem dni. Garnizon zamku w Stirling uciekł na samą wieść o zbliżaniu się armii Edwarda. W połowie czerwca Edward dotarł do Perth. W lipcu abdykował opuszczony przez stronników król Jan, którego Edward na zamku w Montrose w poniżający sposób pozbawił insygniów królewskich, a następnie uwięził w londyńskim Tower. Król Anglii pomaszerował dalej na północ zdobywając Montrose, Aberdeen, Banff i doszedł aż do Elgin. Idąc przez Szkocję tłumił wszelki opór i karał go bez litości; bezwzględne pacyfikacje nadały mu przydomek „Młota na Szkotów”. Rychło otoczyła go w Szkocji powszechna nienawiść. W drodze powrotnej zrabował w Scone świętość wszystkich Szkotów, słynny Kamień Przeznaczenia, na którym była dokonywana intronizacja królów Szkocji. Wyniósł do Londynu także relikwie św. Małgorzaty Szkockiej oraz archiwum królewskie. Publicznie dokonał zniszczenia pieczęci Królestwa Szkocji. Mimo to, 28 sierpnia na parlamencie w Berwick szkoccy baronowie złożyli hołd Edwardowi nie jako strażnikowi Królestwa, ale jako królowi Anglii. Szkocja znalazła się pod władzą Anglików. Edward wrócił do Londynu, a na swojego namiestnika wyznaczył Johna de Warenne, 7. hrabiego Surrey.

### William Wallace i Robert Bruce
Edwardowi nie udało się całkowicie ujarzmić Szkocji. Nowa wojna wybuchła w maju 1297 r. Na czele rebelii stanął William Wallace. Jednocześnie na północy Szkocji zbuntował się Andrew de Moray. W krótkim czasie oczyszczono z angielskich garnizonów tereny od Banff do Inverness. Do pierwszej poważnej bitwy doszło 11 września pod Stirling. Uformowana w schiltrony szkocka piechota wytrzymała i odrzuciła atak angielskiej kawalerii. Dowodzący Anglikami hrabia Surrey uciekł z pola bitwy, zaś Szkoci wypędzili ze swojego kraju Anglików. Wallace zorganizował dwie wyprawy na Northumberland, podczas których spalił ok. 700 wsi.
W marcu 1298 r. Wallace został pasowany na rycerza i mianowany Strażnikiem Królestwa w imieniu nieobecnego Jana Balliola. Tymczasem w styczniu król Francji zawarł z Edwardem I pokój, który nie obejmował Szkocji. Edward zebrał armię i ruszył na północ. 22 lipca zaatakował mniejsze siły Wallace pod Falkirk. Umiejętne wykorzystanie długich łuków i ataków jazdy sprawiło, że armia szkocka poniosła ciężką klęskę. Wallace stracił poparcie wśród szkockich baronów. Przez 7 kolejnych lat prowadził wojnę partyzancką przeciwko Anglikom, nim został w 1305 r. pojmany i stracony w Londynie.
Edward zaprowadził porządek w Szkocji i ponownie poddał ją angielskiemu panowaniu. W 1302 r., po swojej szóstej wyprawie do Szkocji, zawarł 9-miesięczny rozejm. Wśród szkockiej elity pojawiły się również projekty przywrócenia na tron Jana Balliola. Z tych planów nic nie wyszło i Edward zorganizował kolejne wyprawy do Szkocji, w 1303 (po tym, jak zbuntowana szkocka szlachta na czele z Johnem Comynem i Simonem Fraserem z Tweddale rozbiła wojska angielskiego gubernatora pod Roslin) i 1304 r. Po straceniu Wallace’a w 1305 r. wydawało się, że już nic nie stanie na przeszkodzie angielskiemu panowaniu w Szkocji. W 1306 r. wystąpił jednak kolejny pretendent do korony – Robert Bruce, hrabia Carrick, który 25 marca koronował się na króla.
Robert rychło przegrał bitwę pod Methven i przeszedł do defensywy. Król Edward zebrał armię i w 1307 r. ruszył do Szkocji. Podczas drogi zmarł 7 lipca w Burgh-by-Sands. Został pochowany w katedrze westminsterskiej. Tron przejął jego najstarszy syn, Edward.

## Angielskość Edwarda
Edward I był pierwszym z ponormańskich królów Anglii, który używał języka angielskiego. Na jego czasy przypadają również pierwsze próby wyparcia języka francuskiego z królestwa. Tak więc czasy Edwarda oznaczały początek kształtowania się tożsamości narodowej Anglii. Edward popierał angielskich magnatów w sporach o terytoria z możnowładcami francuskimi. Obsadzał na stanowiskach wyłącznie ludzi z królestwa Anglii.

## Sprawy wewnętrzne
W przeciwieństwie do swego ojca, Edward lubił zajmować się wewnętrznymi sprawami swojego królestwa i przeprowadził wiele reform, mających na celu umocnienie kontroli królewskiej nad rządem i administracją. Przeprowadził również wiele reform w prawie, głównie poprzez liczne Statuty wydawane w ostatnich latach rządów. Po powrocie z wyprawy krzyżowej zajął się przywracaniem królewskich uprawnień w administracji. Rezultatem były Hundred Rolls (ang. Sto Zwojów) z 1275 r., zawierające pierwszą kodyfikacją prawną przeprowadzoną za panowania Edwarda. W 1275 r. wydano również Pierwszy Statut Westminsterski, który uzupełniał Hundred Rolls.
Zreformował również sądownictwo, szczególną rolę nadając sądom królewskim. W 1290 r. zakazano wykonywania sądownictwa bez odpowiedniego królewskiego przywileju. Ograniczeniu ulegały również uprawnienia sądowe zgromadzeń hrabstw. Ich kompetencje przejmowali Sędziowie Pokoju (ich powoływanie normował statut z 1285 r.). Jednocześnie zaczyna tracić na znaczeniu urząd szeryfa. Na początku XIV w. ustalono, że szeryfa mianuje król na okres jednego roku.
Za jego panowania ustaliła się praktyka częstego zwoływania Parlamentu, którego kompetencje były jednak wciąż ograniczone do spraw podatkowych. W 1297 r. król zobowiązał się do nienakładania nowych podatków bez zgody Parlamentu. Jego kontroli poddano również wydatki dworu królewskiego. W 1295 r. ustalił się rozszerzony skład Parlamentu, w skład którego, oprócz baronów i lordów duchownych, weszło po 2 rycerzy z 37 hrabstw oraz po dwóch z miast królewskich. Był to tzw. Parlament Wzorcowy (Model Parliament). Edward prowadził taktowną politykę wewnętrzną i cieszył się poparciem miast i baronów.
Działalność prawodawcza Edwarda dotyczyła również spraw militarnych. Statut westminsterski z 1278 r. nakładał obowiązek służby wojskowej na wszystkich wolnych od 15 do 60 roku życia. Był z tym związany podział na 6 grup majątkowych. Należący do najniższej grupy (posiadacze majątku o wartości co najmniej 20 grzywien) winni byli posiadać miecz i nóż albo łuk i strzały. Specjalnie wybrani konstablowie mieli obowiązek dwa razy do roku sprawdzać stan broni i zawiadamiać o niedociągnięciach odpowiednich sędziów.
W 1290 r. Edward wydał edykt nakazujący wygnanie ludności żydowskiej z Anglii. Usiłował również ograniczyć rozrost ziemskich posiadłości Kościoła, ale na tym polu nie odniósł znaczących sukcesów.
W 1306 r. Edward zakazał palenia węglem w Londynie, gdyż miasto było przykryte gęstym smogiem, który utrudniał oddychanie.

## Życie prywatne

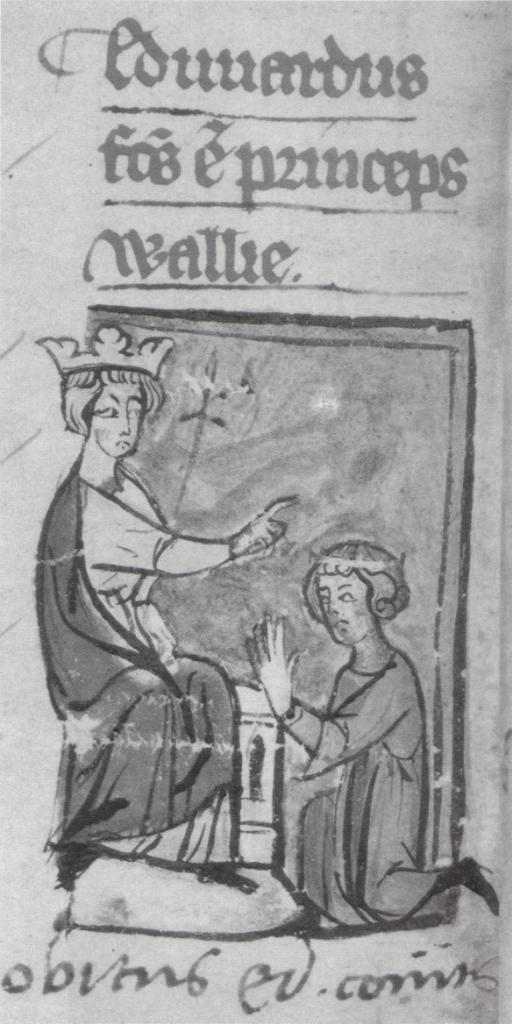
Edward I mianuje swojego syna Edwarda księciem Walii

1 listopada 1254 r. w klasztorze Las Huelgas, poślubił Eleonorę (1241 – 28 listopada 1290), córkę Ferdynanda III Świętego, króla Kastylii, i Joanny z Dammartin, córki Szymona de Dammartin. Edward i Eleonora byli zgodnym i kochającym się małżeństwem. Śmierć królowej pogrążyła Edwarda w wielkim smutku, dla jej upamiętnienia król nakazał wystawienie dwunastu monumentalnych krzyży. Małżonkowie doczekali się razem sześciu synów i jedenastu córek:
- nieznana z imienia córka, ur. i zm. w maju 1255 w Bordeaux
- Katarzyna (17 czerwca – 5 września 1264), pochowana w Opactwie Westminsterskim
- Joanna (styczeń – wrzesień 1265), pochowana w Opactwie Westminsterskim przed 7 września 1265
- Jan (13 lipca lub czerwca 1266 na zamku Kenilworth lub Windsor – 1 lub 3 sierpnia 1271 w Wallingford), pozostawał pod opieką stryja Ryszarda, hrabiego Kornwalii; pochowany w Opactwie Westminsterskim
- Henryk (13 lipca 1267 – 14 października 1274) w Merton (Surrey) lub na zamku Guildford
- Eleonora (18 czerwca 1269 – 29 sierpnia 1298), żona Alfonsa III Aragońskiego (do śmierci Alfonsa w 1291), 20 września 1293 r. wyszła za mąż za Henryka III, hrabiego Bar
- Juliana lub Katarzyna (maj 1271 w Akce, w Ziemi Świętej – 28 maja lub 5 września 1271)
- Joanna z Akki (maj 1271 – 7 kwietnia 1307), żona Gilberta de Clare, 7. hrabiego Hertford i Rogera de Monthermer, 1. barona Monthermer
- Alfons (24 listopada 1273 – 19 sierpnia 1284), hrabia Chester
- Małgorzata (15 marca 1275 – po 1333), żona Jana II, księcia Brabancji
- Berengaria (1 maja 1276 – przed 27 czerwca 1278), pochowana w Opactwie Westminsterskim
- Elżbieta lub Alicja (ur. i zm. w styczniu 1278)
- Maria (11 marca 1279 – 29 maja 1332), zakonnica w klasztorze Amesbury
- Elżbieta z Rhuddlan (7 sierpnia 1282 w zamku Rhuddlan – 5 maja 1316 w Quendon), żona Jana I, hrabiego Holandii i Humphreya de Bohun, 4. hrabiego Hereford
- Edward II (25 kwietnia 1284 – 27 września 1327), król Anglii
- Beatrycze (ur. ok. 1286)
- Blanka (ur. 1290)

8 września 1299 w Canterbury, poślubił Małgorzatę, zwaną „Perłą z Francji” (1282 – 14 lutego 1317), córkę Filipa III Śmiałego, króla Francji, i Marii, córki Henryka III, księcia Brabancji. Edward i Małgorzata mieli razem dwóch synów i córkę:
- Tomasz Brotherton, 1. hrabia Norfolk (1 czerwca 1300 – 4 sierpnia 1338)
- Edmund Woodstock, 1. hrabia Kentu (5 sierpnia 1301 – 19 marca 1330)
- Eleonora (4 maja 1306 – 1311)